# Fundación Pilar y Joan Miró
La Fundación Pilar y Joan Miró, también denominada Fundació Miró de Mallorca,  es una fundación cultural española con sede en la ciudad de Palma de Mallorca, creada por deseo del pintor barcelonés Joan Miró (1893-1983) y de su esposa Pilar, con el objectivo de dotar a la ciudad de un centro cultural y artístico. Sus fondos incluyen una importante colección de cerca de 6.000 obras del artista, incluyendo pinturas, esculturas, dibujos, esbozos, y otros documentos.
El complejo está ubicado junto a Son Abrines, que fue la residencia privada de Miró desde 1956, e incluye un primer taller, Son Boter, adaptado en una casa tradicional, y el segundo taller, más amplio, construido de raíz por el arquitecto Josep Lluís Sert, amigo personal del pintor. Alrededor, por los jardines se aprecian varias esculturas y murales.
La obra se encuentra compuesta por dos edificios, uno lineal que concentra los servicios del centro de estudios, y otro estrellado, en el cual se realizan las exposiciones. La luz llega al interior de la fundación por medio de ranuras horizontales que se abren a lo largo de los muros, siendo algunos angostos y otros extensos, capaces de transformarse por la iluminación natural que proviene del exterior. La biblioteca, en cambio, posee una fuente de luz cenital, propicia para la lectura.
En 1992 se agregó el nuevo Edificio Moneo, obra de Rafael Moneo, para abrigar los servicios administrativos y presentar de forma rotativa las obras del legado.  La fundación también organiza exposiciones temporales de vanguardia.